# Congrégations religieuses masculines au Canada
Ceci est une liste des congrégations religieuses masculines au Canada. Toutes ces congrégations sont regroupées autour de la conférence religieuse canadienne.
- Augustins de l'Assomption (ou Assomptionnistes)
- Bénédictins
- Camilliens (Religieux)
- Capucins (Ordre des frères mineurs)
- Chanoines Réguliers de l'Immaculée-Conception
- Frères de la Charité de Gand
- Cisterciens (Trappistes)
- Cisterciens de l'Immaculée-Conception
- Clarétains (Missionnaires)
- Clercs de Saint-Viateur
- Communauté des pères de St-Basile/Pères Basiliens
- Compagnie des prêtres de Saint-Sulpice / Sulpiciens
- Congrégation de Jésus et Marie (Les Eudistes)
- Congrégation de la Resurrection
- Congrégation des Frères Chrétiens
- Congrégation du Saint-Esprit (La)
- Congrégation du Très-Saint-Rédempteur
- Dominicains (Frères prêcheurs)
- Fils de la Charité
- Franciscains
- Fraternité sacerdotale
- Frères de Notre-Dame de Lourdes
- Frères des Écoles chrétiennes
- Hospitaliers de Saint-Jean-de-Dieu
- Instruction chrétienne (Frères de l')
- Jésuites (La Compagnie de Jésus)
- Les Grands Carmes (Les Carmes)
- Marianistes
- Maristes (Frères)
- Maristes (Société de Marie) Pères
- Mission Saints Pierre et Paul
- Missionnaires d'Afrique (Pères Blancs)
- Missionnaires de la Consolata
- Missionnaires de Mariannhill
- Missionnaires de Notre-Dame de la Salette
- Missionnaires des Saints-Apôtres (Société des)
- Missionnaires du Sacré-Cœur
- Missionnaires oblats de Marie immaculée
- Missions Africaines (Société des)
- Missions-Étrangères (Société des)
- Montfortains
- Notre-Dame de la Miséricorde (Frères de)
- Oblats de la Vierge Marie
- Prémontrès (Ordre de)
- Rédemptoristes (Cong. du Très-Saint-Rédempteur)
- Sacré-Cœur (Frères du)
- Sacré-Cœur de Jésus (Prêtres du)
- Sacrés-Cœurs de Jésus et de Marie (Pères des)
- Sainte-Croix (Congrégation-Frères)
- Sainte-Croix (Congrégation-Pères)
- Saint-Esprit (Congrégation du)
- Saint-Gabriel (Frères de)
- Saint-Paul (Société)
- Saint-Vincent-de-Paul (Religieux de)
- Salésiens de Don Bosco
- Servites de Marie
- Société Scarboro
- Foreign Mission
- Très-Saint-Sacrement (Congrégation du)
- Trinitaires
- Verbe Divin (Société du)